# Ежедневная Цель
Ежедневная Цель (англ. Dainik Target), одна из популярных ежедневных газет Бангладеш. Она освещает различные события в стране, включая политику, экономику, спорт, развлечения и многое другое. Благодаря доступному языку и глубокому анализу материалов, газета завоевала широкую популярность среди читателей.
Цель газета, расположенная в Дакке. Она начала выходить в 2024 году из столицы Бангладеш. Владельцем издания является медиа-компания Цель Групп. По состоянию на 2024 год, газета входит в число самых популярных и широко распространяемых бенгальских изданий страны.